# Житомирська залізниця
Житомирська залізниця — ширококолійна магістральна лінія Бердичів — Житомир — Овруч.

## Історія
Виникла 1915 року, коли було збудовно лінію Житомир — Коростень та після перебудови вузькоколійної лінії Бердичів — Житомир на стандартну колію.
У 1917 році увійшла до складу Південно-Західних залізниць.